# 陳鎰
陳鎰（1389年—1456年），字有戒，号柏轩，南直隸吳縣（今屬蘇州市）人。明朝政治人物。

## 生平
永樂十年（1412年）三甲第五十一名進士。授监察御史，遷湖廣副使，歷改山東、浙江。
明英宗即位當年，升任右副都御史，镇守陕西。正統二年（1437年），受命巡視延绥、宁夏邊境。正統九年，進右都御史。在西北勞頓多年。
英宗在土木之變被也先俘獲，陳鎰經于謙推薦，出撫畿內。北京保衛戰得勝後，晋左都御史。景泰三年春，召還，加太子太保，與王文共掌都察院。次年因病致仕。卒贈太保，谥僖敏。

## 延伸阅读
[在维基数据编辑]
 《國朝獻徵錄·卷之五十四》，出自焦竑《國朝獻徵錄》
 《明史卷一百五十九》，出自《明史》
 在维基共享资源阅览影像